# Matalajärvi (Tärendö socken, Norrbotten)
Matalajärvi är en sjö i Pajala kommun i Norrbotten och ingår i Kalixälvens huvudavrinningsområde. Sjön har en area på 0,0529 kvadratkilometer och ligger 209,8 meter över havet. Matalajärvi ligger i Torne och Kalix älvsystem Natura 2000-område.

## Delavrinningsområde
Matalajärvi ingår i det delavrinningsområde (748424-178008) som SMHI kallar för Mynnar i Ruokojoki. Medelhöjden är 223 meter över havet och ytan är 6,23 kvadratkilometer. Det finns inga avrinningsområden uppströms utan avrinningsområdet är högsta punkten. Vattendraget som avvattnar avrinningsområdet har biflödesordning 6, vilket innebär att vattnet flödar genom totalt 6 vattendrag innan det når havet efter 232 kilometer. Avrinningsområdet består mestadels av skog (76 procent) och sankmarker (19 procent). Avrinningsområdet har 0,29 kvadratkilometer vattenytor vilket ger det en sjöprocent på 4,7 procent.